# Morris Township (comté de Grundy, Illinois)
Pour les articles homonymes, voir Morris Township.
Morris Township est un township du comté de Grundy dans l'Illinois, aux États-Unis,.

## Source de la traduction
- (en) Cet article est partiellement ou en totalité issu de l’article de Wikipédia en anglais intitulé « Morris Township, Grundy County, Illinois » (voir la liste des auteurs).